# GMR (motorfiets)
GMR (Günther Michel Racing) is een Duits motorfietsmerk.
In feite is GMR een tuningbedrijf dat zich vanaf ca. 1978 bezighield met de tuning van BMW-boxermotoren. Hoewel de machines vooral werden ingezet in Enduranceraces werden er ook enkele straatmodellen geleverd. In de eerste jaren werd de naam Michel-BMW gevoerd.